# Cerro de Pasco
Cerro de Pasco is een stad in de provincie Callao in de gelijknamige regio van Peru. In 2015 telde Cerro de Pasco 66.000 inwoners.

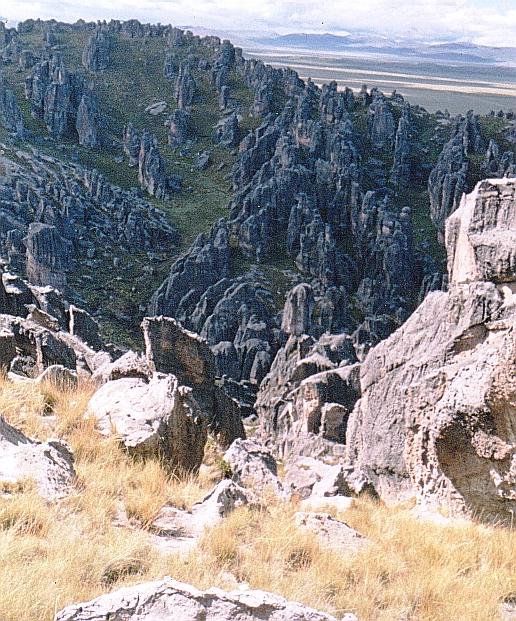
Bosque de Piedras de Huayllay

## Geografie
De stad ligt ingesloten op een hoogvlakte op de berg Ulianchin in de Centrale Andes, op een hoogte van 4.380 meter, waarmee het een van de hoogstgelegen steden ter wereld is. De stad ligt aan de voet van de lagune Patarcocha, in een geografisch gebied waar alleen steppengras (Stipa ichu) groeit en waar de aan de lama verwante vicuña leeft. Het ligt over de weg op 315 kilometer van de hoofdstad Lima, waarmee het ook door een spoor is verbonden, een van de hoogste ter wereld. Over het spoor wordt alleen erts vervoerd naar La Oroya, aan de kust. Nabij de stad ligt de Bosque de Piedras de Huayllay (stenen bos van Huayllay) waaromheen een natuurreservaat is opgezet.
Het klimaat van de stad wordt hoofdzakelijk bepaald door haar hoogteligging. Het jaar valt onder te verdelen in twee seizoenen; een regenachtige periode van september tot mei en een droge periode van juni tot augustus. De gemiddelde jaartemperatuur bedraagt 4,2°C.

## Geschiedenis
De stad werd gesticht als mijnwerkersplaats in 1578. Begin 17e eeuw werden grote zilverertslagen ontdekt bij de plaats. In de jaren tussen 1639 en 1740 verkreeg Cerro de Pasco beroemdheid door haar mineralenrijkdom en kon zich naar opbrengsten meten met Potosí, de 'zilverhoofdstad' tot dan toe. De Spaanse mijnbouwer José Maíz y Arias liet een enorme tunnel bouwen in Yanacancha en vond er enorme zilvervoorkomens. Onder het bestuur van onderkoning Luis Fernández y Cabrera stuurde hij in 1639 vijf miljoen dukaten van Cerro de Pasco naar Spanje. Het inwonertal steeg sterk door de zilverkoorts en de Spaanse kroon toonde zich geïnteresseerd, wat zich uitte in het uitdelen van titels. De zilvermijnbouw kende ook tragische momenten. Zo werden eens 300 mijnwerkers levend begraven door een modderstroom in de mijn Magenta.
Op 7 december 1820 proclameerde generaal Arenales de onafhankelijkheid van Pasco en benoemde Ramón de Arias tot burgemeester.

## Mijnbouw

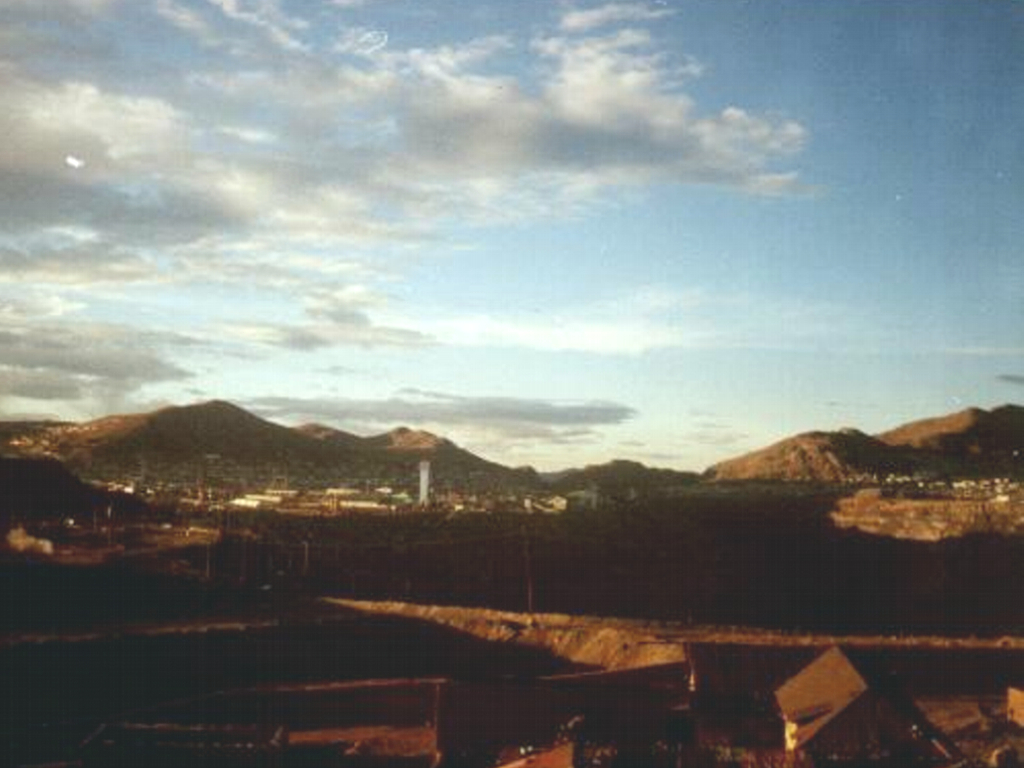
Een van de mijnen

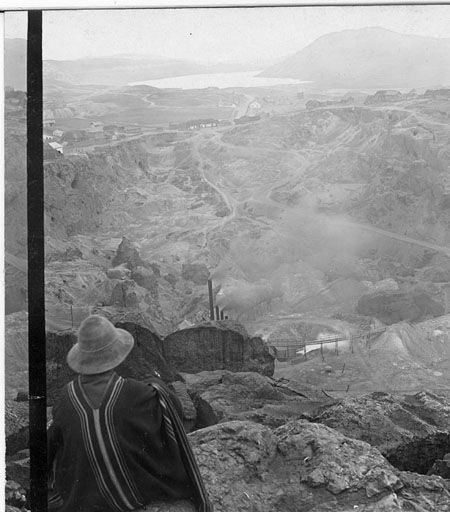
De mijn (nu een vlakte) en de lagune begin 20e eeuw

Cerro de Pasco geldt als het centrum voor de mijnbouw van Centraal-Peru. Nadat er zilver werd gevonden aan het begin van de 17e eeuw, vormde Cerro de Pasco een tijdlang het grootste zilverwingebied ter wereld. Hoewel het zilver onder de Spaanse overheersing grotendeels werd uitgeput, vormt het nog altijd een belangrijk centrum voor de winning daarvan. Sinds de jaren 1960 wordt er hoofdzakelijk lood en zink gewonnen. Eerder werd er ook koper gewonnen, waarvan de overblijfselen van een oude smelterij naast de spoorlijn ten westen van de Colquijirca-mijn een zichtbaar overblijfsel is. De mijnen zijn momenteel in handen van het bedrijf Volcan Compañia Minera, dat het in 1999 kocht van Centromin (Mijnbouw van Centraal-Peru; in 1973 geformeerd uit genationaliseerde bedrijven door Alvarado), toen dat staatsbedrijf werd geprivatiseerd in de jaren 1990. In 2006 werd er 3,34 miljoen ton erts verwerkt, waaronder 58.300 ton lood, 155.300 ton zink en 8,5 miljoen ounce (264.350 kg) zilver.
In het centrum van Cerro de Pasco bevindt zich de dagbouwmijn "Raul Rojas" en een schachtmijn. Een groot deel van de bevolking is actief in de mijnbouw. Begin 20e eeuw vonden sociale conflicten plaats tussen de Europese eigenaren en de indiaanse mijnwerkers, die het thema vormen van het theaterstuk El Cóndor Pasa, dat door de Peruviaanse overheid in 2004 tot 'nationaal cultuurerfgoed' werd verklaard.

## Bestuurlijke indeling
Deze stad (ciudad) bestaat uit drie districten:
- Chaupimarca (hoofdplaats van de provincie)
- Simón Bolívar
- Yanacancha

| 1981   | 1993   | 2005   |
| ------ | ------ | ------ |
| 66.373 | 62.749 | 69.255 |